# Зарицкий, Иосиф
Иосиф Зарицкий (1 сентября 1891, Борисполь — 30 ноября 1985, Тель-Авив, Израиль) — израильский художник, один из самых известных художников — сподвижников модернизма в Эрец-Исраэль, а затем в государстве Израиль. В 1948 году Зарицкий основал группу художников «Новые горизонты», создавших свои произведения на основе уникального израильского стиля абстрактного искусства. В 1959 году группа «Новые горизонты» стала лауреатом Премии Израиля в области живописи.

## Биография

### Украина, 1891—1923 гг.

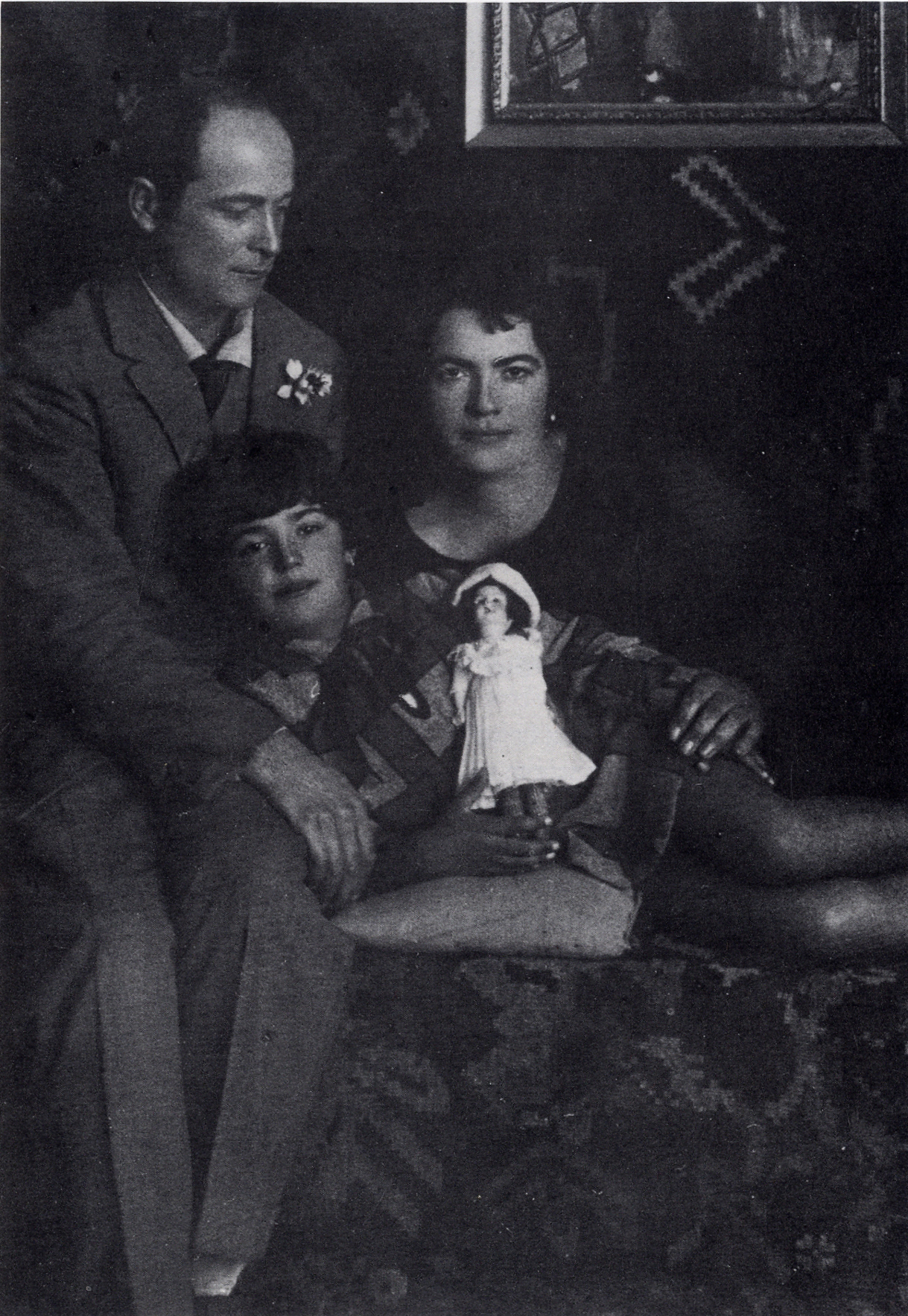
Иосиф Зарицкий и его семья, 1923 год.

Иосиф Зарицкий родился в 1891 году в городе Борисполь Полтавской губернии (ныне Киевская область на Украине), на юго-западе Российской империи, в еврейской многодетной семье, соблюдающей традиции. Его родители, Голда и Иосиф, занимались сельскохозяйственным трудом и были сторонниками национальных идей сионизма. Для изучения иврита в их доме были отведены две специальные комнаты. В возрасте 7 — 8 лет Зарицкий был выслан (не известно, куда) родителями из дома. В 1910—1914 гг. Зарицкий учился живописи в Киевской академии художеств. Среди художников, оказавших заметное влияние на его творчество, был русский символист Михаил Врубель. В 1915 году, во время Первой мировой войны, Зарицкий был завербован в русскую армию и служил до 1917 года. Зарицкий рассказывал в одном из интервью, что в Первую мировую войну он был направлен на фронт в качестве офицера, но почти сразу вернулся домой, поскольку между Россией и Германией состоялось подписание мирного соглашения. В 1918 году он женился на Саре (Соне), выпускнице факультета стоматологии и дочери киевского раввина Исроэля Дова Зебина. В следующем году родилась их дочь, Этья.
После волны погромов 1919 года семья бежала в местечко Калараш в Бессарабии, в результате чего все его художественные произведения остались «в прошлом». B Калараше Зарицкий жил в доме свата и там им были созданы относительно небольшие работы — акварели, из которых сохранились только пять: три портрета его жены и два сельских пейзажа. В этих работах, выполненных в технике нанесения тёмных пятен, отражено влияние русского модернизма
.
Картина «Жена уличного художника» (1920), например, разделена Зарицким на две части: задний план, на котором изображён город, и фронтальный — с изображением сидящей фигуры. Ракурс заднего плана подчёркивает характер образа. Несмотря на это разделение Зарицкий отменил иллюзию пространства с помощью того же материала и цвета. Даже пейзажи этого периода разделены Зарицким на небольшие мозаичные поверхности, размывающие иллюзию пространства.

### Иерусалим, 1923—1925 гг.
В 1923 году Зарицкий прибыл в подмандатную Палестину и поселился в Иерусалиме, а через год к нему присоединилась семья. Он писал много акварельных пейзажей Иерусалима, используя светлые тона. Постепенно художественное творчество становилось более свободным. В такой работе, как «Иерусалим, Эфиопские ворота» (1923), заметно стремление точно описать природу, однако, в более поздних работах прослеживается тенденция создания выразительных композиций. Примером этому стали картины «Хайфа, Технион» (1924) и работа под названием «Иерусалим, Нахлат Шева» (1924), в которых Зарицкий использовал изображения деревьев как выразительное средство для разделения формата на отдельные поверхности. Использование линий как средства выражения при создании ландшафтных произведений, таких как пейзажи Иерусалима и Цфата, также характерно для творчества Зарицкого этого периода.
В 1924 году Зарицкий представил свою первую персональную выставку в клубе «Менора» в Иерусалиме. Другая персональная выставка была представлена в том же году в Технионе в Хайфе. В критических статьях и отзывах того периода была отмечена лиричная поэтика этих работ и тот факт, что «форма (изображения) создана абстрактными брызгами краски, когда объект становится аллегорией цвета и света, а не приключенческой истории» Кроме того, Зарицкий и Авраам Мельников, с 1927 года занимавший пост председателя комитета художников и скульпторов Израиля, были инициаторами первой выставки художников Эрец-Исраэль в Башне Давида.

### Тель-Авив, 1925—1948 гг.
С середины 20-х годов XX века Зарицкий жил в Тель-Авиве, где продолжал работу над серией пейзажей, начатой в Иерусалиме. Пейзажи и портреты, созданные в эти годы, свидетельствуют о попытке формирования соответствующего художественного языка для создания образов.
В 1927 году Зарицкий оставил свою семью и уехал на несколько месяцев в Париж. Там он увлёкся западным модернистским искусством, которое процветало в Париже в начале XX века. Позднее Зарицкий делился своими впечатлениями о выставке в музее азиатского искусства Гиме.
В 1929 году Зарицкий участвовал в групповой выставке кооператива «Эгед», состоявшейся в квартире в улице Алленби в Тель-Авиве, и представил художников, таких как Циона Тагир, Арье Любин, Пинхас Литвиновский и другие. Работы группы в эти годы отражали влияние поздней постимпрессионистской французской живописи (в основном «парижской школы»), которая была популярна среди художников Эрец-Исраэль. Работы Зарицкого, написанные с использованием техники свободного движения кисти, также отражали тенденцию создания обширных цветных поверхностей. В работе «Портрет жены художника», написанной масляными красками в 1929 году, Зарицкий использовал изображение букета цветов, расположенного перпендикулярно фигуре. Выразительные мазки размывают разницу между фронтальной плоскостью и фоном картины.
Выставка в доме инвалидов школы «Бецалель», состоявшаяся в 1930 году, определила характер творчества Зарицкого как художника-модерниста. Критики писали в тот период, что в творчестве Зарицкого, представленном на выставке, отражены тенденции европейского искусства. Ури Цви Гринберг отмечал после посещения выставки, что творчество Зарицкого представляет собой особый вид живописи, а не «буквальную литературную художественную иллюстрацию экзотического образа Израиля, когда на холсте изображены арабы с рынка и ослиные уши». Гринберг писал, что атмосфера на выставке вызывала «молчание красок» и «остановку дыхания». «Даже красный занавес, — писал Гринберг, — секретарь абстрактной живописи Кандинского, даже он приглушил свой цвет, как рубин после захода зимнего солнца».
В период 1932—1933 гг. Зарицкий открыл художественную «студию» в подвале дома, где он жил, на улице Мапу, 18. Среди художников, посещавших студию, были Йехиэль Криза, Арье Арох и другие. Тем не менее, студия просуществовала недолго, и Зарицкому пришлось зарабатывать на жизнь посредством продажи принадлежавшей ему недвижимости.
Темой его работ в эти годы был мотив цветов, как например, в серии акварелей, объединённых названием «Цветы на подоконнике», созданной в Тель-Авиве в 1937—1944 гг., и в работах, созданных во время визитов Зарицкого в «Бейт Даниэль» в Зихрон-Яакове, периода 1939 и 40-х годов. В то время как в ранних произведениях серии цветы использовались в качестве элементов, предназначенных для наблюдения за реальностью, более поздние работы представили цветы как формальное средство выражения эмоций.
В 1935 году Зарицкий переехал в новый дом, построенный на углу улиц Бен-Иегуда и Мапу. Большую серию работ 30-х и 40-х годов с пейзажами города Зарицкий создавал на крыше своего дома, однако, он не создавал пейзажей побережья, занимавших его современников, таких, как Нахум Гутман, Реувен Рубин и другие, а стремился показать новый современный город, распространившийся на восток и север. В ранних работах Зарицкого ощущение пространства создавала равнина. В некоторых картинах серии появлялся образ художника, работающего над созданием пейзажа. В поздних работах рисунок служит размытию и нарушению уровней поверхности. Это размытие воспринимается как воздух пейзажа, изображённого на картине. Искусствовед Йона Фишер отмечал, что в картинах, написанных с крыши, есть опыт интеграции и унификации светлого и тёмного пейзажа. Мордехай Омер, описывая использование света в картинах Зарицкого, утверждал, что в этих работах свет не воспринимается как проблема тональности. «В самом деле, — писал Омер, — Зарицкий оставлял объекты в живописи, лишёнными нюансов».
В 1941 году в честь 50-летия Зарицкого была представлена его персональная выставка в здании театра «Габима». В 1942 году Зарицкий стал лауреатом Премии Дизенгофа в области живописи.

### Новые горизонты 1948—1963 гг.

#### Создание «Новых горизонтов»
Непосредственным толчком к созданию альтернативной группы для Генеральной ассоциации послужило приглашение в 1948 году представить выставку израильских художников в итальянском павильоне на Венецианской биеннале. Зарицкий, который исполнял в то время обязанности председателя ассоциации, решил составить список участников по своему усмотрению, опасаясь, однако, возможной субъективности своих предпочтений. Это вызвало скандал на Генеральной ассамблее ассоциации, проходившей в доме Хаима Гликсберга. Участники совещания приняли решение об исключении Зарицкого из ассоциации. В ответ на обвинения несколько художников, в том числе Моше Кастель, Иезекииль Штрайхман и Йоханан Саймон, объявили о своём немедленном выходе из ассоциации и предложили Зарицкому создать независимую группу.
Первоначально сформировалась группа из 15 художников, захватившая Генеральную выставку художников Эрец-Исраэль в новом Доме Художника в Тель-Авиве. 2 июля 1948 года диссиденты выступили с заявлением в газете «Ха-Арец», в котором они утверждали, что Ассоциация должна выделять достижения еврейской живописи, а не погружаться в посредственность. 9 ноября 1948 года в Тель-Авиве была представлена выставка новой группы из 18 членов, под названием «Новые горизонты». В отличие от работ таких художников, как Марк Кастель или Марсель Янко, посвящённых сионистско-еврейской символике, Зарицкий выбрал для выставки абстрактные натюрморты художников, вдохновлённые кубизмом Жоржа Брака.
В каталоге выставки Зарицкий подчеркнул важное значение формирования молодого искусства в традициях модернизма: «Мы требуем искусства, которое будет приковано к народу […] и готовы объяснить зрителям пути и формы нового творчества, привить им настоящие ценности, так чтобы они могли переваривать и двигаться вперёд вместе с нами. Так мы сможем развивать подлинное искусство в нашей молодой стране». Работы, представленные на выставке, не показали эстетического единства стилей, но сама выставка была воспринята как желание изменить природу локального искусства и привлечь тысячи людей, которые пришли, чтобы познакомиться с модернистским «сенсационным» искусством.
Сразу же после формирования «Новые горизонты» были восприняты общественностью как группа с институциональным значением. Примером этому послужили комментарии к общей выставке ассоциации художников и скульпторов, состоявшейся в ноябре 1952 года в честь 20-летия Тель-Авивского музея; в этих комментариях подчёркивалось, что группа «заняла» главный зал.

#### От природы к абстракции

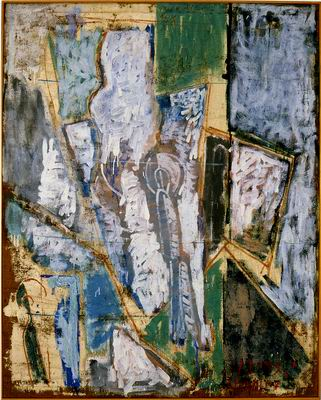
«Художник и модель» (1952).
Холст, масло.
130x162 см (коллекция Музея Израиля)

В 1956 году Янко, Симон и Аарон Кахана решили отделиться от «Новых горизонтов». В письме, направленном в ассоциацию, они обвиняли демократическое руководство в отсутствии управления и содействии лишь собственным интересам. В дополнение, эти трое не могли работать в абстракционистской группе под руководством Зарицкого. Доказательства давления группы можно найти в комментарии Стеймацкого, где он описывает свой путь к абстрактной живописи: «Если вы спросите меня, почему я создаю абстрактные картины, я не знаю. Кроме того, Авраам Натун сказал мне, что если бы я не был бы абстракционистом, то не смог бы принимать участие в выставке. Мне было страшно и я создавал абстракцию».
В конце 40-х годов XX века Зарицкий сформулировал модернистский стиль своей живописи как концепцию, напоминающую восприятие произведений Василия Кандинского: «Картина сосредотачивает внимание на цвете, линии и художественном образе. Не абстракция объектов, но музыкальная импрессия, поэтическая, свободная от оков реализма, привязанная к природе объектов». Кроме того, группа, возглавляемая Зарицким, была признана обладающей универсальным желанием, оторванным от израильской действительности.
В 1949 году выставка Зарицкого была представлена в доме инвалидов школы «Бецалель».
В период 1949—1951 годов он преподавал на семинарах, организованных Национальным союзом кибуцов в Йехиаме и Наане. Открытый пейзаж Йехиама и идеал молодого кибуца произвели сильное впечатление на Зарицкого, и он создал серию акварельных рисунков, в которых отражены встречи с природой, находящейся в промежуточном состоянии — когда часть её представляет собой целостную систему, в то время как другая часть остаётся незавершенной. Зарицкий делал также эскизы для картин масляной живописи, крупнейшей из которых является картина «Йехиам (современность в кибуце)» (1951). Картина отражает отношение Зарицкого к абстракции, определяемой им как «лирическая абстракция». Серия «Йехиам» получила положительную оценку израильской критики. В 1992 году искусствовед Меир Агаси писал, что в серии «Йехиам» Зарицкий лаконично, в тонких линиях детализировал и собрал воедино результаты предыдущих процессов исследования — природу и элементы ландшафта, придав им необходимую лёгкость в атмосфере целого пейзажа.

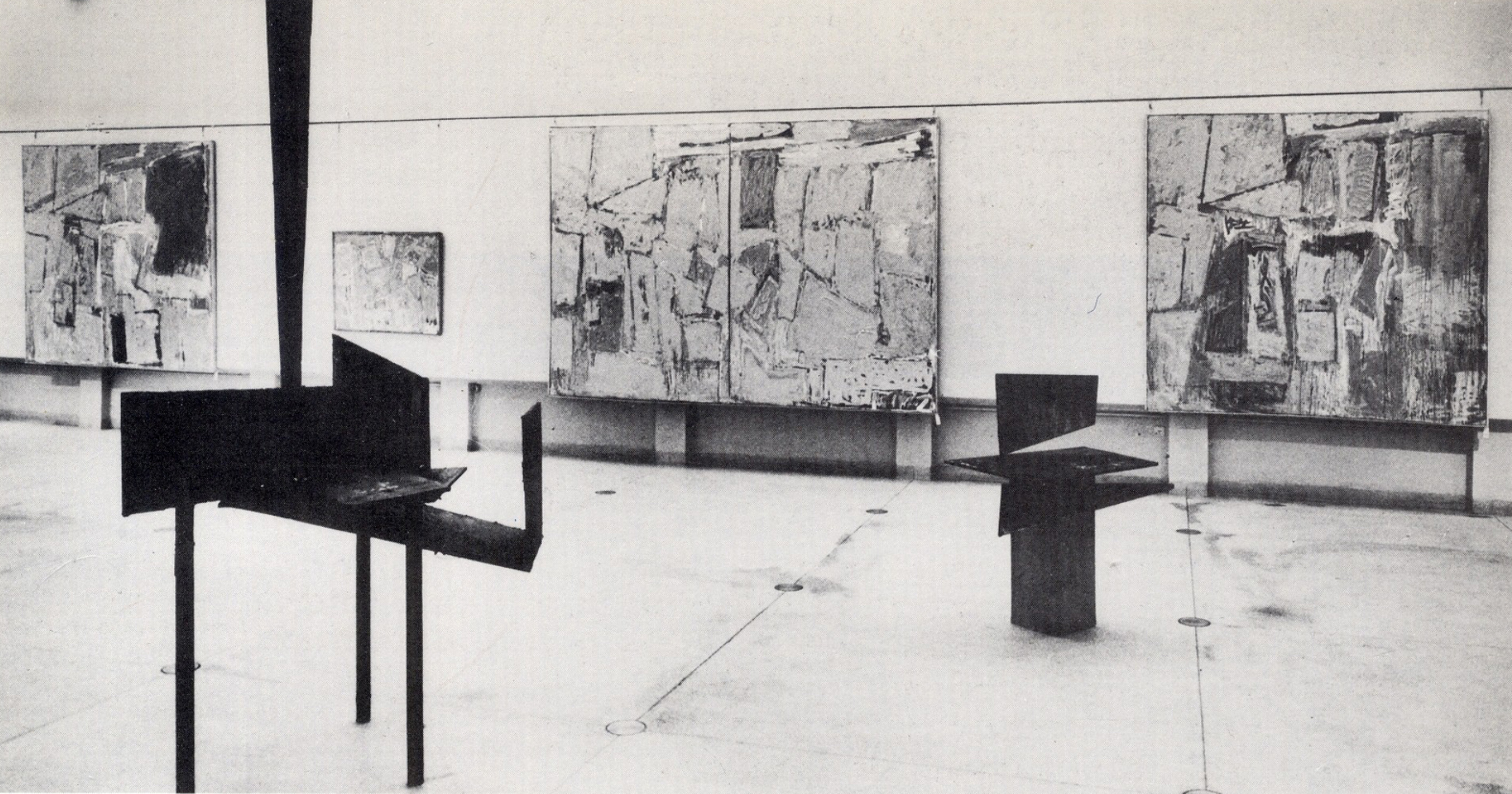
Работы Иосифа Зарицкого
и Ицхака Данцигера.
9-я выставка «Новых горизонтов».
Тель-Авивский музей изобразительных искусств, апрель 1959 года

В ноябре 1951 года в Тель-Авивском музее искусств состоялась ретроспективная выставка работ Зарицкого, приуроченная к его шестидесятилетию. На выставке, была представлена серия абстрактных произведений, получивших положительную оценку критики. В 1953 году выставка была показана также в доме инвалидов школы «Бецалель» в Иерусалиме. Искусствовед Гила Балас утверждала в своём исследовании, посвящённом группе «Новые горизонты», что работы Зарицкого, созданные в эти годы, в дополнение к его доминирующей личности, составляют значительную часть силы группы, призывающей к абстракции.
Весной 1954 года Израиль посетил Виллем Сандберг, директор Городского музея в Амстердаме. В ходе визита Сандберг встретился с Зарицким в доме одного из первых коллекционеров его работ — Авраама Равни. После встречи Сандберг приобрёл для коллекции своего музея семь акварелей и большую картину, написанную масляными красками на «цветочную» тему. Это событие способствовало укреплению авторитета Зарицкого, как основной фигуры в среде современных художников Израиля. Летом того же года, Зарицкий уехал в Европу и прожил там два года. После этого в газете «Едиот Ахронот» появился его рассказ под названием «Осиротевшие художники».
Одним из мест, где жил Зарицкий в эти годы, был Париж. Он создал там яркие красочные картины, которые, в отличие от иллюзорно-образных, он называл двумерными. В 1955 году он провел время в Амстердаме, где в музее «Стедлийк» состоялась выставка его парижских работ. В 1956 году во «Двореце изящных искусств» в Брюсселе состоялась его следующая выставка.

#### «Могущество»

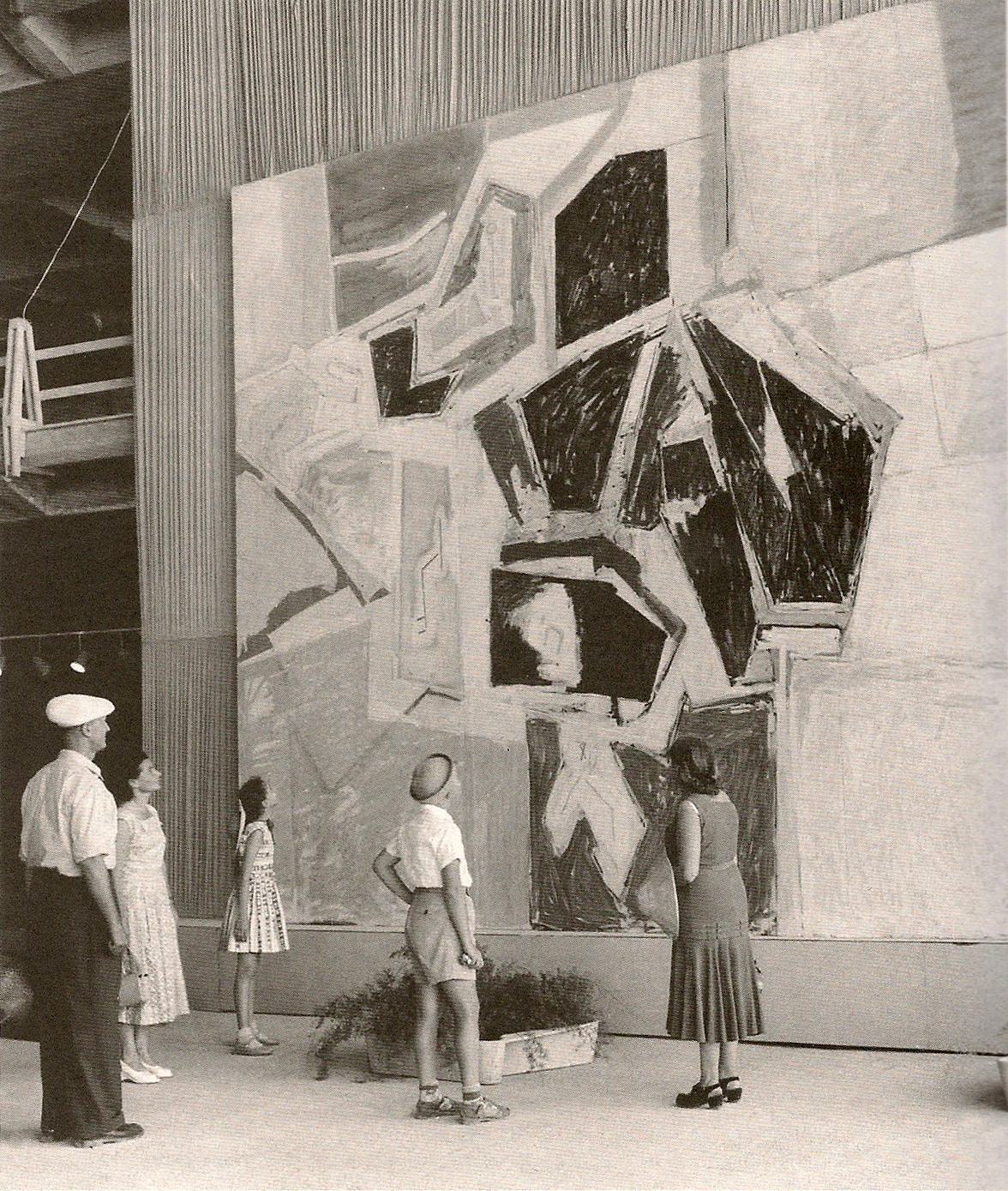
«Могущество» (1958).
Масло, фанера.
500x600 см (фото Вернера Брауна)

В Феврале 1957 года правительство Израиля организовало большую национальную выставку в честь десятилетия создания государства Израиль. Для демонстрации на «Выставке десятилетия», которая открылась 5 июня 1958 года в Биньяней-ха-Ума в Иерусалиме, было выбрано несколько произведений монументального искусства «Новых горизонтов». Это был один из первых случаев, когда абстрактные работы группы были представлены публике не в музее. Среди работ были большие металлические статуи Йехиэля Шеми, скульптура «Десятилетие» Ицхака Данцигера, фреска Якова Векслера и многие другие. Одной из заметных работ стала картина Зарицкого «Могущество», написанная по заказу Авраама Исского, дизайнера отдела «экономических достижений». Картина, написанная масляными красками, была создана Зарицким на основе непрерывного потока многих тем, сопровождавших его творчество начиная с «йехиамского периода».
Вечером, накануне выставки Давид Бен-Гурион посетил павильоны и выставочные залы, где он ознакомился с представленными произведениями искусства, в том числе, и с картиной Зарицкого. Согласно одной из версий, после комментария Бен-Гуриона: «Ну, современное искусство… Можно с ним, а можно и без него…», — картина была удалена со своего центрального места и размещена в экономическом отделе выставки. Принятие этого решения вызвало протест некоторых журналистов, а также широкой общественности против вмешательства государства в искусство. Йона Фишер написал в журнале «Пространство», что оскорбление, нанесённое известному художнику Зарицкому, показало, как мы понимаем слово «культура», а также отметил, что, возможно, выбор для этой массовой выставки картины художника-абстракциониста Зарицкого, был ошибкой. После закрытия выставки, находясь в угнетённом состоянии, Зарицкий уничтожил картину.
Другой монументальной работой, совместной с Ицхаком Данцигером, был заказ на оформление фасада здания, проектируемого архитектором Зеэвом Рихтером. Художники планировали создать стекловолоконный барельеф с геометрическими мотивами, использованными ранее в «йехиамской серии» Зарицкого. Однако, эта работа не была реализована, поскольку для оформления фасада был утверждён другой проект.

### Последние годы

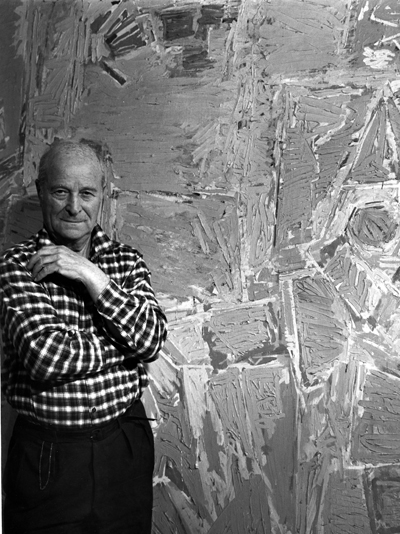
Зарицкий на фотографии Исраэля Цафрира, Музей Израиля

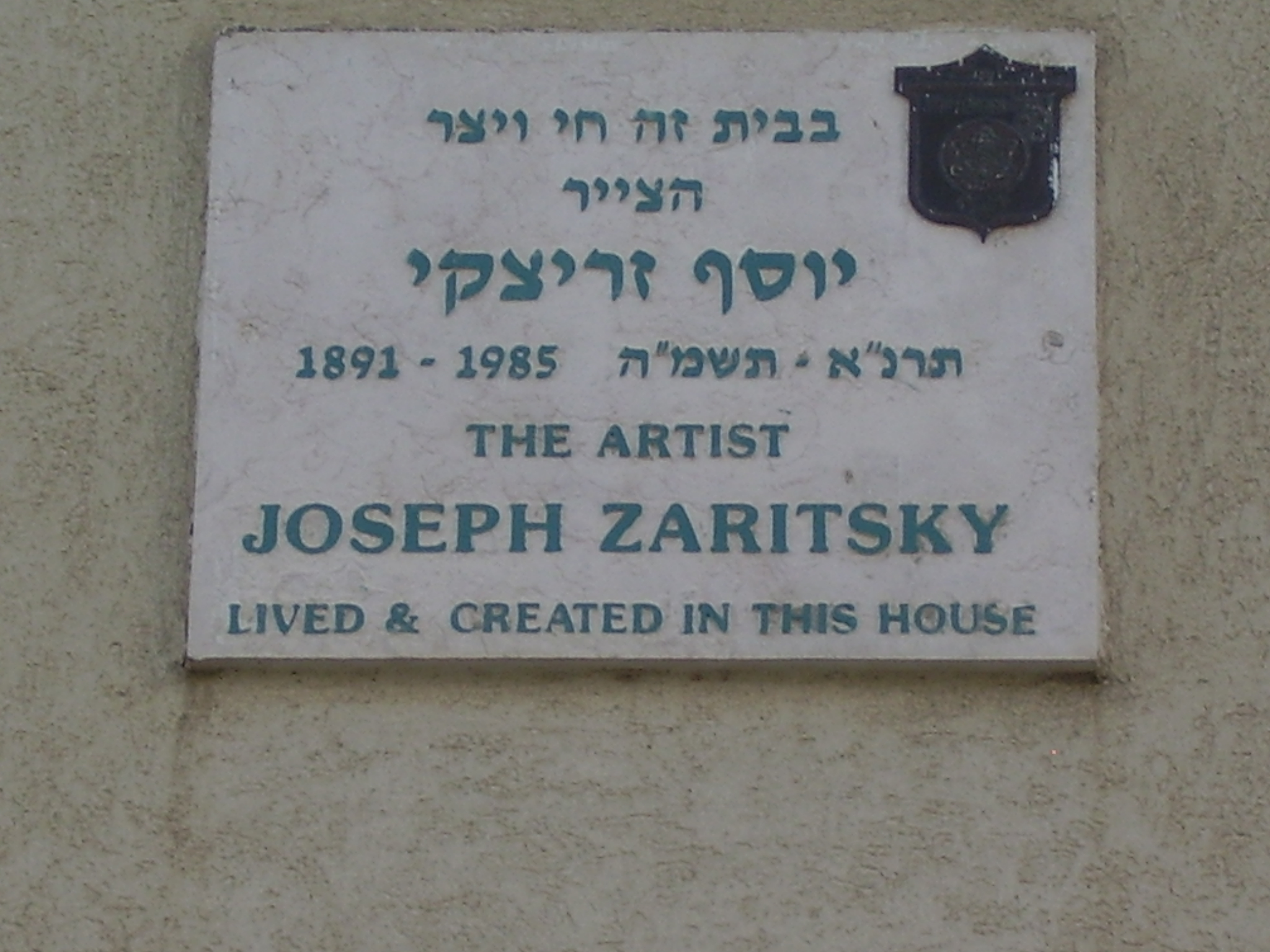
Мемориальная доска на доме,
где жил Иосиф Зарицкий,
ул. Абрахама Мапу 18 (Тель-Авив)

2 января 1968 года Зарицкий стал первым лауреатом Премии Сандберга, вручённой ему Музеем Израиля из фонда пожертвований американского филантропа. Среди членов комитета по присуждению премии были Сандберг и Йона Фишер. Эта премия была присуждена за масштабное произведение «Картина», созданное в 1964 году, в котором была отображена одна из работ кисти художника Яна Вермеера. Во многих интервью, которые дал Зарицкий по случаю получения награды, он подчёркивал, что его восприятие окружающего мира является независимым. «Не возможно увидеть более того, что изображено на картине, — пояснял Зарицкий, — то, что видно, то и существует. Изображение — не мечта».
В период 1968—1970 гг. Зарицкий написал образный портрет коллекционера Аялы Закс Абрамовой. Для этой необычной картины им были созданы некоторые подготовительные этюды и картины на холсте. Полный портрет Закс Абрамовой создан в зелёных тонах. Закс Абрамова запечатлена в углу холста, её руки лежат на коленях. В то время, как её руки — абстракция, лицо образа реалистично. Большую часть композиции занимает занавес, являясь доминирующей формой пространства.
Эта тональная особенность картины характерна и для многих других картин, написанных в период 1964—1974 гг. В сериях таких работ как «Штрихи зелёного», «Из окон Тель-Авива» или серии «Красное пятно» выражено отдаление художника от описания природы в пользу абстрактного обсуждения композиции и структуры картины.
С начала 70-х годов Зарицкий каждое лето работал в студии, отведённой ему в кибуце Цоба. В Цобе он писал акварели, в том числе абстрактные пейзажи с натуры. Летом 1983 года Зарицкий создал в студии серию работ, в тематике которых он вернулся к «мотиву окна», использованному в прошлом. Кроме того, в 80-е годы он создал серию картин, некоторые из которых были монументальных размеров, написанных по произведениям таких художников, как Гойя, Пикассо, Шагал и другие.
В 1980 году на аукционе галереи Гордон была продана за 79 тысяч долларов акварель, написанная Зарицким в 1924 году. Кроме того, экономическому успеху Зарицкого, которого он был удостоен в последние годы, сопутствовали также различные общественные жесты. В 1979 году он участвовал в первом телевизионном интервью в программе Гидона Эфрата «Вкус и веяние». В 1981 году филателистическая служба выпустила почтовую марку с изображением его картины «Иерусалим, Яффские ворота» (1927). В 1981 году, по инициативе Марка Шепса, директора Тель-Авивского музея искусств, Зарицкому было присвоено звание Почётного жителя Тель-Авива; 26 мая 1982 года мэром Шломо Лахатом Зарицкому была присвоена учёная степень. В январе 1982 года в Тель-Авивском музее состоялся гала-показ документального фильма «Портрет художника — Иосиф Зарицкий» (1981, 32 минуты) режиссёра Яхина Хирша (производство Министерства образования и Службы кинематографии Израиля). В 1984—1985 гг. в Тель-Авивском музее искусств была представлена полная ретроспективная выставка из 340 работ Зарицкого.
26 марта 1985 года умерла жена Зарицкого, Сара. Зарицкий пережил её на несколько месяцев и умер 30 ноября в больнице Асута. Ему было 96 лет. Гроб с его телом установили в холле Тель-Авивского музея, а затем доставили в Цобу, где Зарицкий был похоронен.

## Живопись Зарицкого
В 20-х годах XX века Зарицкий реализовал современный подход в живописи, в отличие от стиля «Эрец-Исраэль» работ художников, представленных на выставках в Башне Давида. В отличие от их картин, в его работах отсутствовали локальные символы, такие как деятели страны, верблюды и ослы. Хотя его ранние работы были созданы под влиянием русского модернистского искусства, тем не менее, последующие произведения уже свидетельствовали об отдалении от этого влияния. Зарицкий разработал новый стиль живописи — «лирический абстракционизм». В пределах этого стиля он применял особую технику владения кистью и создавал в своих композициях красочные всплески, отдаляясь от реального оригинала и раскрывая душу художника посредством выразительного языка, который только совершенствовался со временем. Искусствовед Ран Шахори утверждал, что «лирический абстракционизм» Зарицкого является оригинальной версией французской неформальной живописи и американской живописи действия.
Гидон Эфрат в своей статье «Новые горизонты: грехи» утверждал, что формулировка «лиричного рисунка» была введена Зарицким, чтобы выделить поверхность посредством поэтической линии и пятна. Эта тенденция была заимствована художниками, представителями стиля «скудости материала», применительно к минимализму в израильском концептуальном искусстве. Кроме того, Эфрат утверждал, что «массовое присутствие „Новых горизонтов“ предотвратило развитие локальной впечатлительности» и, среди прочего, отсрочило влияние сюрреализм и символизма, начавших появляться в Израиле в те годы.
Акварели Иосифа Зарицкого, представившие уникальную интерпретацию акварелей Сезанна и русской живописи символизма (Врубеля), завоевали признание ещё со времени иммиграции художника в Израиль в 1923 году. Активная позиция художника и крититическое отношение к искусству с самого начала способствовали его творческому росту в качестве художника-авангардиста. Противостояние между «универсальным» и «восточным» заметно уже в его ранних работах. Акварели Зарицкого, при всём уважении к ним, в своё время рассматривались как сионистские, и только в ретроспективном значении, поскольку он был лидером группы художников «Новые горизонты». Натюрморты и портреты Иосифа Зарицкого конца 1920 — 1930 гг. отражают влияние французской интимной живописи, а иногда и влияние работ Матисса. В середине 1930 — 1940 гг. Зарицкий был сосредоточен на создании определённых городских пейзажей, написанных с крыши своего дома в Тель-Авиве или увиденных из окна своей студии. В процессе этой деятельности были созданы сотни акварелей, в которых присутствует противостояние художника фундаментальной проблеме живописи: отражению реальности природы в элементах картины. К концу этого периода творчества в работах Зарицкого появилась растущая тенденция к плоскостности и абстракции. Работа становилась самостоятельным объектом, реальные объекты придавали внутреннюю законность живописи и становились мотивами композиции. Эти произведения Зарицкого стали образцами в истории израильского искусства из-за очень высокого качества, так как они были важным шагом на пути художника к абстрактной живописи. В них заметно влияние французского искусства 30-х годов XX века. Они также являются модернистскими произведениями, показавшими современную архитектуру Тель-Авива. Уровень сложности и глубина практики являются аспектами выражения внутреннего мира художника. Эти картины представляют большую ценность с точки зрения интереса к израильской акварельной живописи тех лет (в том числе и по финансово-бюджетным причинам — и особенно потому, что эта среда даёт возможность показать прозрачность и обеспечивает световые эффекты). Пинкас Абрамович, Йехиэль Криза, Арье Арох и Шимшон Хольцман в те годы были учениками Зарицкого. Кроме них, он оказал большое влияние на творчество многих других художников.

## Галерея

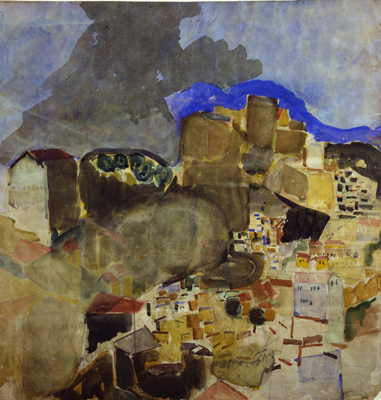
Цфат, 1924 Бумага, акварель, 63,3 х 62,1 см Коллекция Музея Израиля
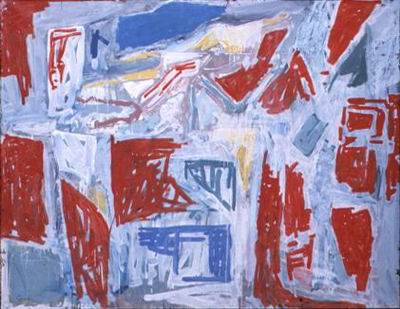
Париж, 1954 Холст, масло, 114 х 146 см Коллекция Музея Израиля
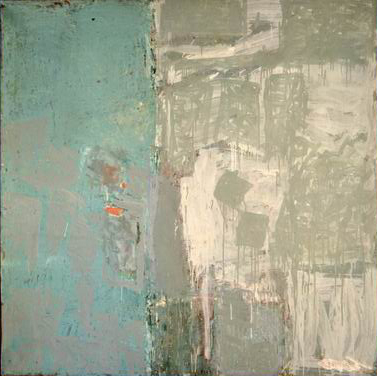
Без названия, 1964 Холст, масло, 130 х 130 см Коллекция Музея Израиля
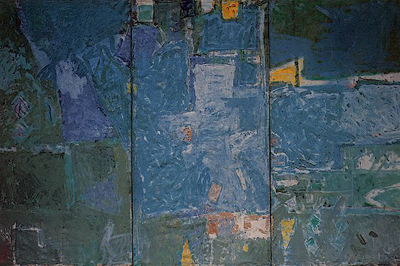
Картина, 1964 Холст, масло, 136 х 270 см Коллекция Музея Израиля
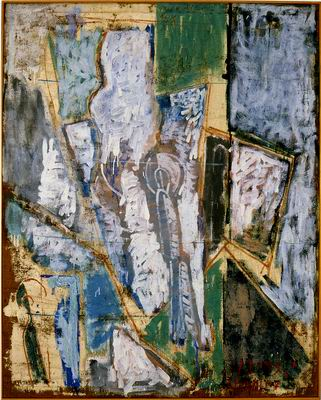
Художник и модель, 1949 Коллекция Музея Израиля B74.0036

## Награды
- 1942 — Премия Дизенгофа
- 1959 — Премия Израиля
- 1968 — Премия Сандберга, Музей Израиля
- 1982 — Почётный гражданин Тель-Авива — Яффо